# 44a Brigada Mixta (Exèrcit Popular de la República)
La 44a Brigada Mixta va ser una unitat de l'Exèrcit Popular de la República creada durant la Guerra Civil Espanyola. Situada al front de Madrid, la brigada va tenir un paper poc actiu durant la contesa.

## Historial
La unitat va ser creada el 31 de desembre de 1936 a partir de la columna «Enciso» que manava el comandant d'infanteria José María Enciso Madolell —que seria mantingut com a cap de la brigada. Com a comissari de la unitat es va nomenar Álvaro Peláez Antón, del PCE. La 44a BM, creada en el front de Madrid, va ser concentrada a Barajas per a la seva fase d'instrucció. Una vegada acabada aquesta, va passar a formar part de la 8a Divisió del Cos d'Exèrcit de Madrid.
La unitat va tenir el seu bateig de foc el 17 de gener de 1937, durant assalt a l'Hospital Clínic de la Ciutat Universitària; no va arribar a intervenir en la batalla del Jarama. Durant la resta de la contesa la 44a BM va estar assignada a la 8a Divisió, cobrint el sector que anava des del Pardo fins a la Sierra madrilenya, sense intervenir en operacions militars de rellevància.
Al març de 1939 va prendre part en el cop de Casado. El 10 de març algunes unitats de la 44a BM, que guarnia la primera línia entre Villafranca del Castillo i el Cerro de los Ángeles, van abandonar les seves posicions i es van dirigir a Madrid, en suport del govern Negrín. Després del final dels combats, a causa de l'actitud contrària al cop de Casado, els seus comandaments van ser deposats i substituïts per oficials addictes a les forces casadistes.

## Comandaments
Comandants
- Comandant d'infanteria José María Enciso Madolell;
- Major de milícies Guillermo Ascanio Moreno;
- Major de milícies Julio Carreras Castro;
- Major de milícies Enrique Valls Poquet;

Comissaris
- Álvaro Peláez Antón, del PCE;[4]
- Matías Yáñez Jiménez, de la JSU/PCE;[5]

Caps d'Estat Major
- tinent de milícies Horaci Almiñana Payá;
- tinent de Carrabiners Francisco Domingo Garrido;